# Jack Reed
John Francis Reed (* 12. listopadu 1949 Cranston, Rhode Island) je americký právník a politik za Demokratickou stranu. Od roku 1997 je senátorem USA za stát Rhode Island.
Senátorem byl poprvé zvolen ve volbách v roce 1996, když porazil kandidátku Republikánské strany Nancy Mayerovou. Funkci poté obhájil i v letech 2002, 2008, 2014 a 2020. Ve všech volbách, kterých se účastnil, mandát senátora získala s nejméně 60 % hlasů. V letech 1991 až 1997 byl členem Sněmovny reprezentantů za rhodeislandský druhý okrsek. V letech 1985 až 1991 byl členem rhodeislandského Senátu.
Zastává středolevicové liberální názory, je příznivcem práva na potrat, práv LGBT osob a příznivcem zpřísnění zákonů na držení zbraní. Je příznivcem migrace do země a během svého působení v Kongresu se opakovaně zasazoval o možnost získat americké občanství pro migranty, kteří do země přišli nelegálně. V červnu 2024 se zasazoval o zpřísnění regulací vůči umělé inteligenci.
Od roku 2005 je ženatý, v roce 2007 se mu narodila dcera.